# ハドリー・フレイザー
ハドリー・フレイザー（Hadley Fraser, 1980年4月21日 - ）は、イギリスの俳優、ミュージシャン、監督、脚本家。主にミュージカル舞台に出演している。
ヘイドリーもしくはハードリーと表記されることがあるが、ハドリーが実際の発音に近い。

## 出演舞台
- 2002年　ロンドン ウエスト・エンドにて『レ・ミゼラブル』のマリウス役にてデビュー。
- 2003年-2006年 イギリス国内にて、ソンドハイム作曲『アサシンズ』（ジョン・ウィルクス・ブース役）、ソンドハイム作曲『太平洋序曲』（香山弥左衛門役）、『マイ・フェア・レディ』（フレディ役）等を演じる。
- 2006年-2007年　『The Pirate Queen（パイレート・クイーン）』北米初演のティアナンのオリジナル・キャストとなり、シカゴ試演後、ブロードウェイで演じた。
- 2007年　コロラドにて、二人ミュージカル『ザ・ラスト・ファイブ・イヤーズ（英語版）』のジェイミー役を主演。
- 2009年　バーミンガムにて『クリスマス・キャロル』にボブ・クラチット役で出演。
- 2010年5月　ウェスト・エンドにて宮本亜門演出『ファンタスティクス（英語版）』のエル・ガヨ役を演じるが、公演は3週間でクローズされた。
- 2010年10月　『レ・ミゼラブル25周年記念コンサート』にグランテール役で出演。
- 2011年10月　『オペラ座の怪人25周年記念公演 in ロンドン』にラウル子爵役で出演。
- 2011年6月23日-2012年6月16日　ウェスト・エンドで『レ・ミゼラブル』にジャベール役で出演。
- 2013年4月22日-2013年6月8日　チチェスターのChichester Minerva Theatreにて『パジャマ・ゲーム』にシド役で出演。
- 2013年7月10日-21日　マンチェスター国際演劇祭にて『The Machine』 のガルリ・カスパロフ（Garry Kasparov）役にて出演。
- 2013年9月4日-18日　ニューヨーク Park Avenue Armouryで『The Machine』に出演。
- 2013年12月6日-2014年2月8日　ドンマー・ウエアハウス上演『コリオレイナス』にタラス・オーフィディアス役で出演（「ナショナル・シアター・ライヴ」として映画館上映された ）。

## 主な映画・テレビ出演作
| タイトル                                      | 製作年 | 公開年   | 製作国   | 役名         | 備考                                                                     |
| --------------------------------------------- | ------ | -------- | -------- | ------------ | ------------------------------------------------------------------------ |
| MISSING MOSCOW                                | 2003   | 2004     | イギリス | Alexander    | Channel 4 短編コメディ映画                                               |
| ドクター・フー Doctor Who                     | 2006   | 2006     | イギリス | Gareth       | BBC SFテレビドラマ 2006年度シーズン エピソード12「Army of Ghosts」に出演 |
| The Lost Tribe                                | 2007   | 2010     | アメリカ | Chris        | ホラー映画                                                               |
| Convincing Clooney                            | 2008   | 2011     | アメリカ | Chris        | コメディー映画                                                           |
| The Fresh Beat Band                           | 2009   | 2009     | アメリカ | Reed         | CBS 子供向けテレビ番組 2009-2010 13エピソードに出演                      |
| Shackled                                      | 2012   | 未       | イギリス | Jesse        | 短編スリラー映画                                                         |
| レ・ミゼラブル Les Misérables                 | 2012   | 2013(英) | イギリス | 軍士官       | ユニバーサル ミュージカル映画                                            |
| ターザン:REBORN The Legend of Tarzan          | 2015   | 2016     | イギリス | ターザンの父 | ワーナー・ブラザース アクション映画                                      |
| 白雪姫 (2025年の映画) en: Disney's Snow White | 2024   | 2025     | アメリカ | 良き王       | ウォルト・ディズニー・ピクチャーズ ミュージカル・ファンタジー映画        |

## 音楽
Sheytoonsというバンドを友人であるラミン・カリムルー（レ・ミゼラブル25周年記念・アンジョルラス役、オペラ座の怪人25周年記念・怪人役）等と組み、ライブ活動を行っている。

## 教育・トレーニング
- 1998年-2001年：バーミンガム大学
- 2001年-2002年：王立音楽アカデミー
- 2011年：音楽を職業とした上で著しい貢献をした卒業生に贈られる称号、王立音楽アカデミー・アソシエイト（ARAM: Associate of the Royal Academy of Music)となる。